# Kampfgeschwader 28
La Kampfgeschwader 28 (KG 28) (28e escadron de bombardiers) est une unité de bombardiers de la Luftwaffe pendant la Seconde Guerre mondiale. 

## Opérations
Le KG 28 a opéré sur des bombardiers Heinkel He 111H/P, ainsi que sur Junkers Ju 88A uniquement pour le II./KG 28.

## Organisation

### Stab. Gruppe
Formé en septembre 1939 à Jesau. Le 9 juillet 1940, il est renommé stab/St.G.3.

Un Stab-staffel a existé d'avril à juillet 1940.
Reformé le 22 décembre 1940 à Nantes à partir du Stab/KG 40.

Le Stab./KG 28 est dissous en décembre 1941
Geschwaderkommodore (Commandant de l'escadron) :
| Début            | Fin               | Grade        | Nom               |
| ---------------- | ----------------- | ------------ | ----------------- |
| Septembre 1939   | 16 juillet 1940   | Generalmajor | Karl Angerstein   |
| Début            | Fin               | Grade        | Nom               |
| 22 décembre 1940 | 1er décembre 1941 | Oberst       | Ernst-August Roth |

### I. Gruppe
Formé en septembre 1939 à Jesau avec :
- Stab I./KG 28 nouvellement créé
- 1./KG 28 nouvellement créé
- 2./KG 28 nouvellement créé
- 3./KG 28 nouvellement créé

En février 1940, il est renommé III./KG 26 avec : 
- Stab I./KG 28 devient Stab III./KG 26
- 1./KG 28 devient 7./KG 26
- 2./KG 28 devient 8./KG 26
- 3./KG 28 devient 9./KG 26

Reformé en décembre 1940 à Nantes à partir du Kampfgruppe 126 (KGr.126) avec :
- Stab I./KG 28 à partir du Stab/KGr.126

1./KG 28 à partir du 1./KGr.126
2./KG 28 à partir du 2./KGr.126
3./KG 28 à partir du 3./KGr.126
Le 15 décembre 1941, le I./KG 28 est renommé III./KG 26 avec :
- Stab I./KG 28 devient Stab III./KG 26
- 1./KG 28 devient 7./KG 26
- 2./KG 28 devient 8./KG 26
- 3./KG 28 devient 9./KG 26

Gruppenkommandeure (Commandant de groupe) :
| Début          | Fin           | Grade          | Nom      |
| -------------- | ------------- | -------------- | -------- |
| Septembre 1939 | ?             | ?              | ?        |
| Début          | Fin           | Grade          | Nom      |
| Décembre 1940  | Décembre 1941 | Oberstleutnant | Heckmann |

### II. Gruppe
Formé en mai 1939 à Gütersloh à partir du Kampfgeschwader 254(KG254) avec : 
- Stab II./KG 28 à partir du Stab II./KG 254
- 4./KG 28 à partir du 4./KG 254
- 5./KG 28 à partir du 5./KG 254
- 6./KG 28 à partir du 6./KG 254

En décembre 1939, il est renommé II./KG 54 avec :
- Stab II./KG 28 devient Stab II./KG 54
- 4./KG 28 devient 4./KG 54
- 5./KG 28 devient 5./KG 54
- 6./KG 28 devient 6./KG 54

Reformé le 15 décembre 1939 à Jesau à partir d'éléments du KG 27 avec :
- Stab II./KG 28 nouvellement créé
- 4./KG 28 nouvellement créé
- 5./KG 28 nouvellement créé
- 6./KG 28 nouvellement créé

Le II./KG 28 est dissous en juin 1940.

Gruppenkommandeure :
| Début         | Fin           | Grade | Nom      |
| ------------- | ------------- | ----- | -------- |
| 1er mai 1939  | Décembre 1939 | Major | Koester  |
| Décembre 1939 | Juin 1940     | Major | Kaufmann |

### III. Gruppe
Formé le 1er février 1940 à Jesau à partir d'éléments du KG 53 avec :
- Stab III./KG 28 nouvellement créé
- 7./KG 28 nouvellement créé
- 8./KG 28 à partir du 2./KG 53
- 9./KG 28 nouvellement créé

Le 9 juillet 1940, le III./KG 28 est renommé II./KG 76 avec :
- Stab III./KG 28 devient Stab II./KG 76
- 7./KG 28 devient 4./KG 76
- 8./KG 28 devient 5./KG 76
- 9./KG 28 devient 6./KG 76

Gruppenkommandeure :
| Début        | Fin          | Grade | Nom          |
| ------------ | ------------ | ----- | ------------ |
| Février 1940 | Juillet 1940 | Major | von Hoffmann |

### Ergänzungsstaffel
Formé en décembre 1940 à Lunebourg à partir du Ausbildungsstaffel/KG 40.

En décembre 1941, il est renommé 11./KG 100 :

Gruppenkommandeure :
| Début            | Fin              | Grade     | Nom                 |
| ---------------- | ---------------- | --------- | ------------------- |
| Décembre 1940    | 7 septembre 1941 | Hauptmann | Hans-Jürgen Willers |
| 8 septembre 1941 | 1er janvier 1942 | Hauptmann | Heinrich-Otto Beck  |